# ليزبث أوفال
ليزبيث جاكلين أوفال مونيوز (من مواليد 19 أكتوبر 1999)، وتُعرف أحيانًا باسم جاكلين أوفال هي لاعبة كرة قدم مكسيكية تلعب كلاعبة خط وسط لنادي تيجريس أونال والمنتخب المكسيكي للسيدات.

## مسيرتها الدولية
مثلت أوفال المكسيك في بطولة الكونكاكاف للسيدات تحت 17 سنة 2016، وكأس العالم للسيدات تحت 17 سنة 2016،  وبطولة الكونكاكاف للسيدات تحت 20 سنة 2018 وكأس العالم للسيدات تحت 20 سنة 2018. ظهرت لأول مرة على المستوى الدولي مع المنتخب الأول في 1 سبتمبر 2018.
اختيرت أوفال ضمن قائمة المكسيك المشاركة في ألعاب عموم أمريكا 2023 التي أقيمت في سانتياغو، تشيلي، وفاز المنتخب المكسيكي بالميدالية الذهبية لأول مرة في تاريخ مشاركاته في ألعاب عموم أمريكا بدون تعرّضه لأي هزيمة. وهزم تشيلي بنتيجة 1–0.

### الأهداف الدولية
أهداف ونتائج  المكسيك مُدرجة أولا
| #. | التاريخ        | المكان                                                       | الخصم          | الهدف | النتيجة | المسابقة                             | مراجع       |
| -- | -------------- | ------------------------------------------------------------ | -------------- | ----- | ------- | ------------------------------------ | ----------- |
| 1  | 6 مارس 2019    | ملعب أنطونيس بابادوبولوس، لارنكا، قبرص                       | جمهورية التشيك | 1–0   | 2–1     | كأس قبرص للسيدات 2019                |             |
| 2  | 22 مايو 2019   | منشأة تدريب ريد بول، بلدة هانوفر، نيوجيرسي، الولايات المتحدة | نيوزيلندا      | 1–2   | 1–2     | مباراة ودية                          |             |
| 3  | 6 أغسطس 2019   | ملعب جامعة سان ماركوس، ليما، بيرو                            | بنما           | 3–0   | 5-1     | دورة الألعاب الأمريكية 2019          |             |
| 4  | 6 أغسطس 2019   | ملعب جامعة سان ماركوس، ليما، بيرو                            | بنما           | 5–1   | 5-1     | دورة الألعاب الأمريكية 2019          |             |
| 5  | 19 أبريل 2022  | ملعب نيميسيو دييز، تولوكا، المكسيك                           | بورتوريكو      | 1–0   | 6–0     | تصفيات بطولة الكونكاكاف للسيدات 2022 |             |
| 6  | 19 أبريل 2022  | ملعب نيميسيو دييز، تولوكا، المكسيك                           | بورتوريكو      | 4–0   | 6–0     | تصفيات بطولة الكونكاكاف للسيدات 2022 |             |
| 7  | 5 يوليو 2023   | ملعب لاس ديليسياس، سانتا تيكلا، السلفادور                    | غواتيمالا      | 3–0   | 6–0     | ألعاب أمريكا الوسطى والكاريبي 2023   | [ 7 ]       |
| 8  | 28 أكتوبر 2023 | ملعب ساوساليتو، فينيا ديل مار، تشيلي                         | باراغواي       | 4–1   | 4–1     | دورة الألعاب الأمريكية 2023          | [ 8 ] [ 9 ] |
| 9  | 31 أكتوبر 2023 | ملعب إلياس فيغيروا براندر، فالبارايسو، تشيلي                 | الأرجنتين      | 1–0   | 2–0     | دورة الألعاب الأمريكية 2023          | [ 8 ] [ 9 ] |
| 10 | 31 أكتوبر 2023 | ملعب إلياس فيغيروا براندر، فالبارايسو، تشيلي                 | الأرجنتين      | 2–0   | 2–0     | دورة الألعاب الأمريكية 2023          | [ 8 ] [ 9 ] |

## الأوسمة والإنجازات

### النادي
تيغريس أونال
- الدوري المكسيكي للسيدات : كلاوسورا 2018
- الدوري المكسيكي للسيدات : كلاوسورا 2019

### المكسيك
- دورة الألعاب الأمريكية : 2023، الميدالية الذهبية
- بطولة الكونكاكاف للسيدات تحت 20 سنة: 2018
- هدف البطولة: كأس العالم للسيدات تحت 20 سنة 2018